# Baunach
Baunach este un oraș din districtul Bamberg, regiunea administrativă Franconia Superioară, landul Bavaria, Germania. 

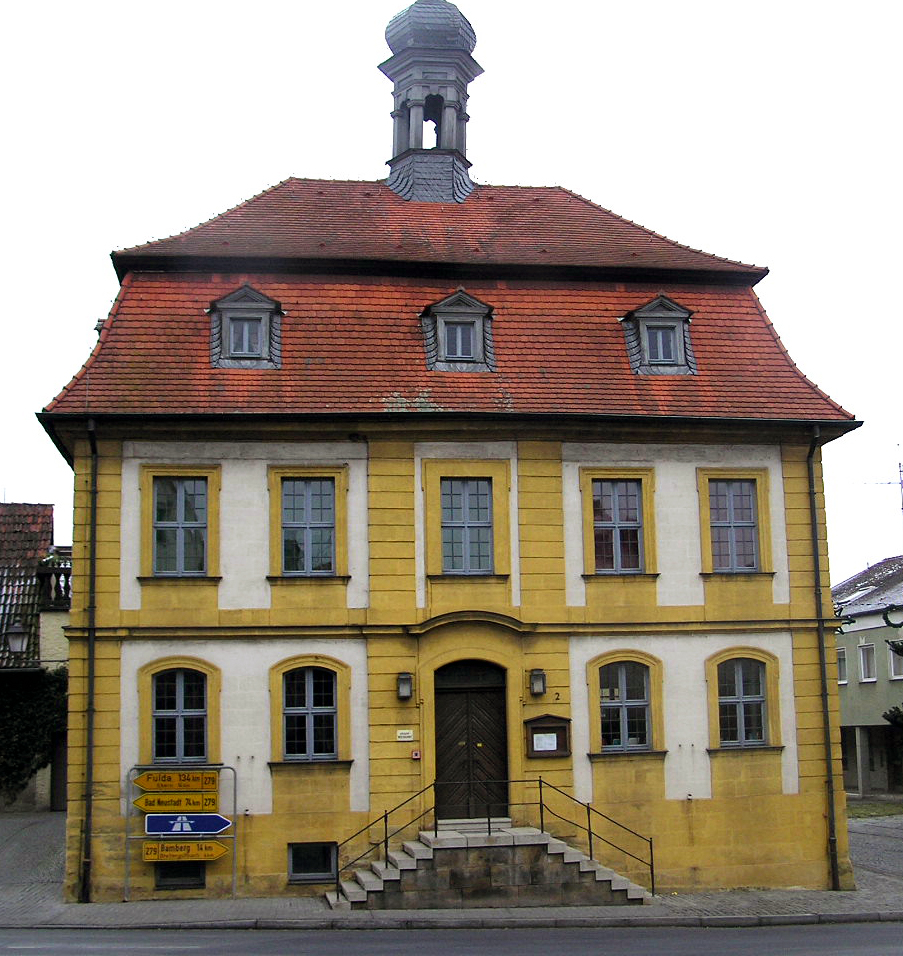
Baunach
(vechea Primărie)